# Alexandr Tamanjan
Alexandr Tamanjan (arménsky Ալեքսանդր Թամանյան, rusky Таманян, Александр Оганесович; 4. březnajul./ 16. března 1878greg. Jekatěrinodar – 20. února 1936 Jerevan) byl v Rusku narozený arménský neoklasicistní architekt. Byl autorem staveb v Jerevanu, Petrohradě a Moskvě. Těžištěm jeho práce bylo město Jerevan, byl také autorem jeho generálního městského plánu.
Za svou práci získal v roce 1926 titul „Lidový architekt Arménské SSR“ (rusky Народный архитектор Армянской ССР, 1926). In memoriam byl v roce 1942 vyznamenán Stalinovou cenou druhého stupně (Сталинская премия второй степени).

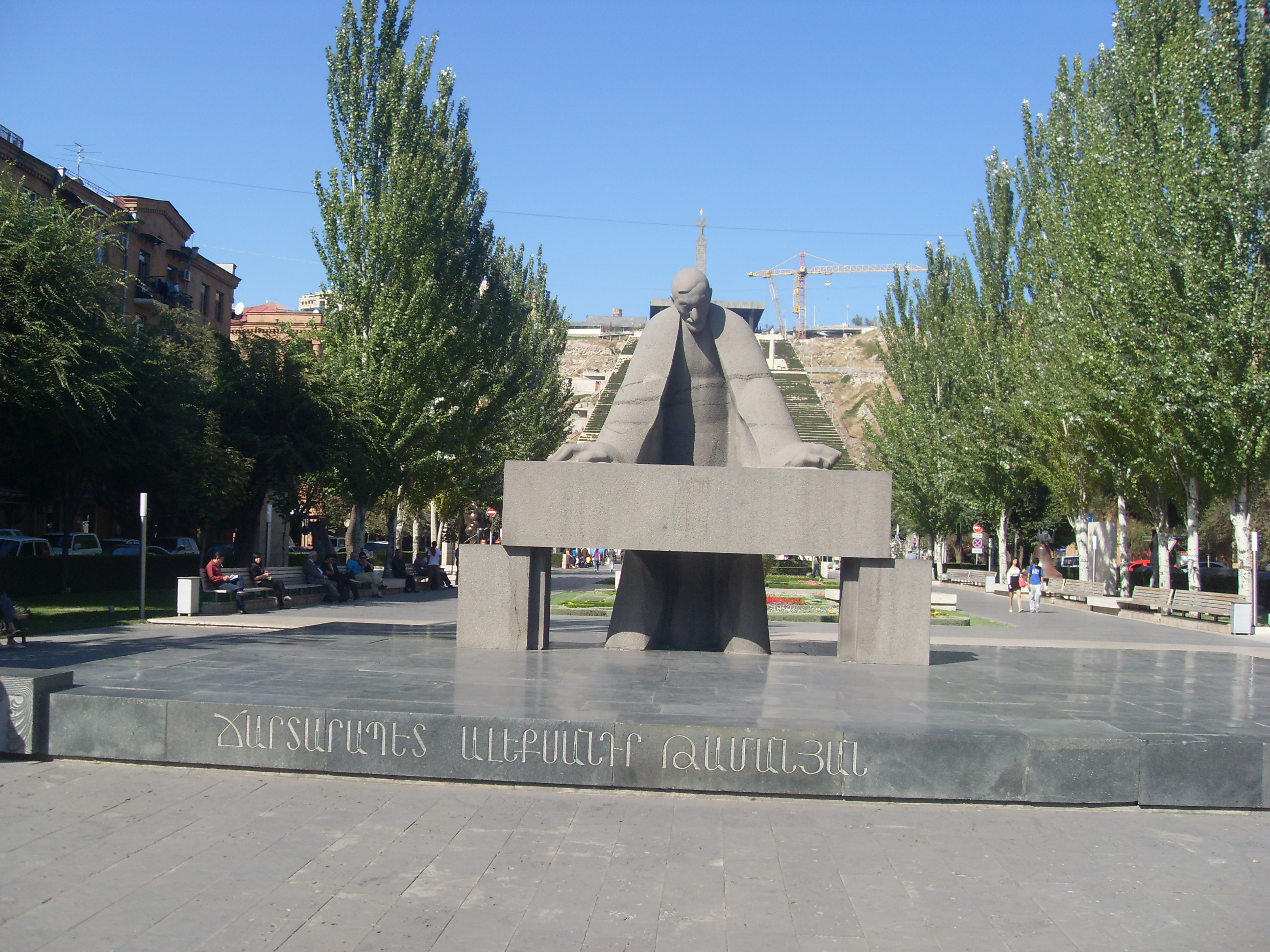
Socha Alexandra Tamanjana, Jerevan

## Život a dílo
Alexandr Tamanjan se narodil v Jekatěrinodaru v roce 1878 v rodině bankéře. Studia architektury na petrohradské Akademii umění ukončil v roce 1904. Jeho díla odrážela neoklasicistní trendy, v té době v Rusku oblíbené. Jeho raná tvorba zahrnuje například honosné sídlo V. P. Kočubeje v Carském Selu (1911–1912); palác knížete S. A. Šerbatova na Novinském bulváru v Moskvě (1911–1913); projekt městečka (Город-сад) pro železniční zaměstnance, zahrnující sanatorium pro nemocné tuberkulózou a nádražní budovu ve stanici Prozorovskaja (dnes Kratovo) poblíž Moskvy (1913–1923); centrální budovy Kazaňské dráhy v Ljubercy (1916).
V roce 1914 se stal „akademikem“, v roce 1917 byl zvolen místopředsedou Akademie umění. V roce 1923 se přestěhoval do Jerevanu, kde vedl porevoluční stavební rozvoj hlavního města republiky. Byl hlavním inženýrem místní Rady lidových komisařů a byl členem Ústředního výkonného výboru Arménské SSR (1925–1936). Navrhl městské plány měst jako Leninakan (nyní Gjumri, 1925), Stěpanakert (1926), Nor-Bajazet (nyní Gavar) a Achta-achpara (oba 1927), Ečmiadzin (1927–1928) a dalších. Tamanjan vytvořen první generální plán Jerevanu jako moderního města, který byl schválen v roce 1924.

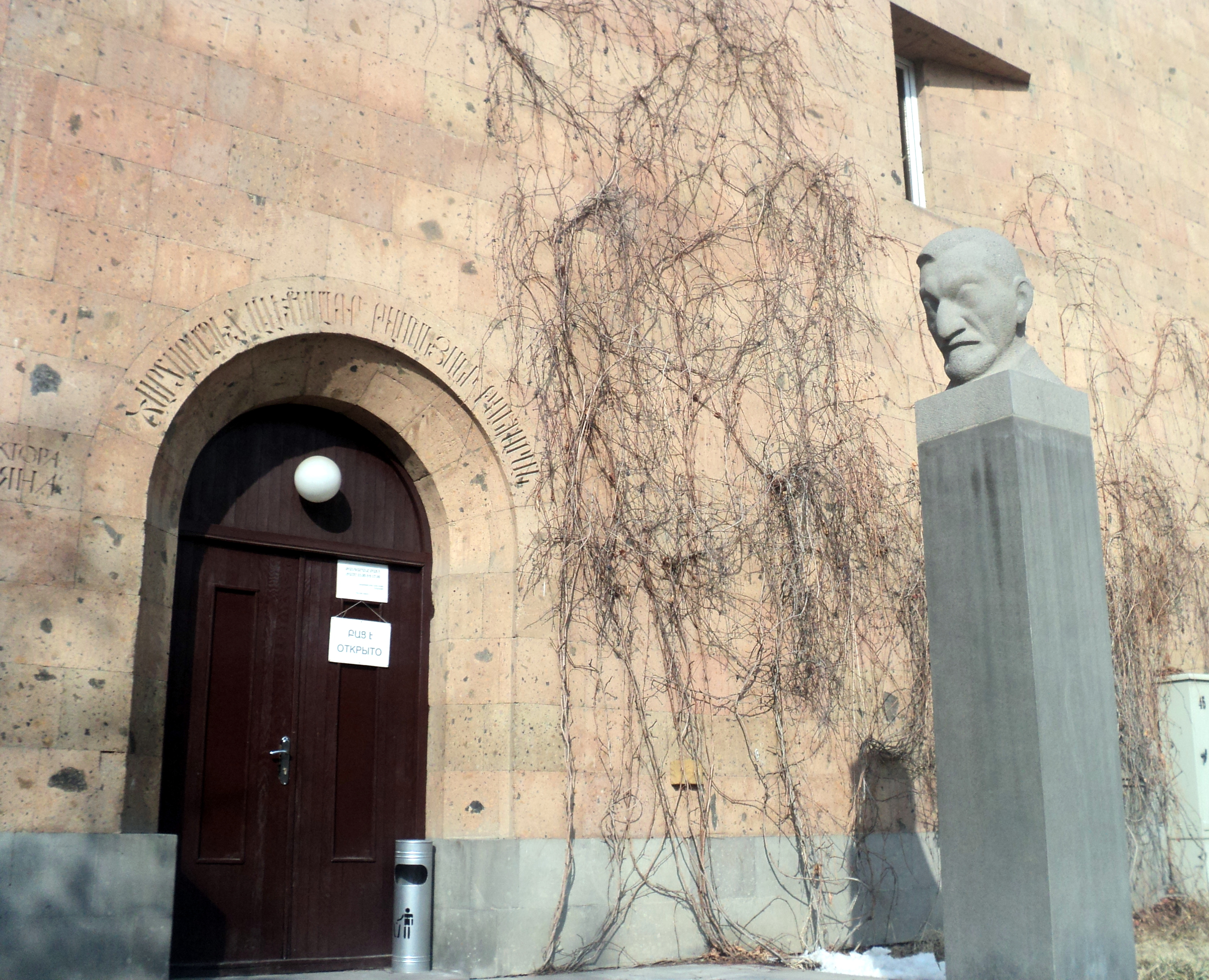
Muzeum Alexandra Tamanjana, Jerevan

Tamanjanův styl byl nápomocen při transformaci v podstatě malého provinčního města do podoby moderního arménského hlavního města, hlavního průmyslového a kulturního centra. Přestože v jeho návrzích dominoval neoklasicismus, Tamanjan do plánů implementoval také tradiční národní prvky. Nejznámějšími návrhy v Jerevanu jsou vodní elektrárna (ERGES-1, 1926), Arménské divadlo opery a baletu v Jerevanu, nesoucí jméno skladatele a dirigenta Alexandra Spendiarjana (1926–1953), náměstí Republiky (1926–1941) a další. Tamanjan také hrál hlavní roli v rozvoji projektů obnovy historických památek v zemi, předsedal výboru pro ochranu arménských historických památek.

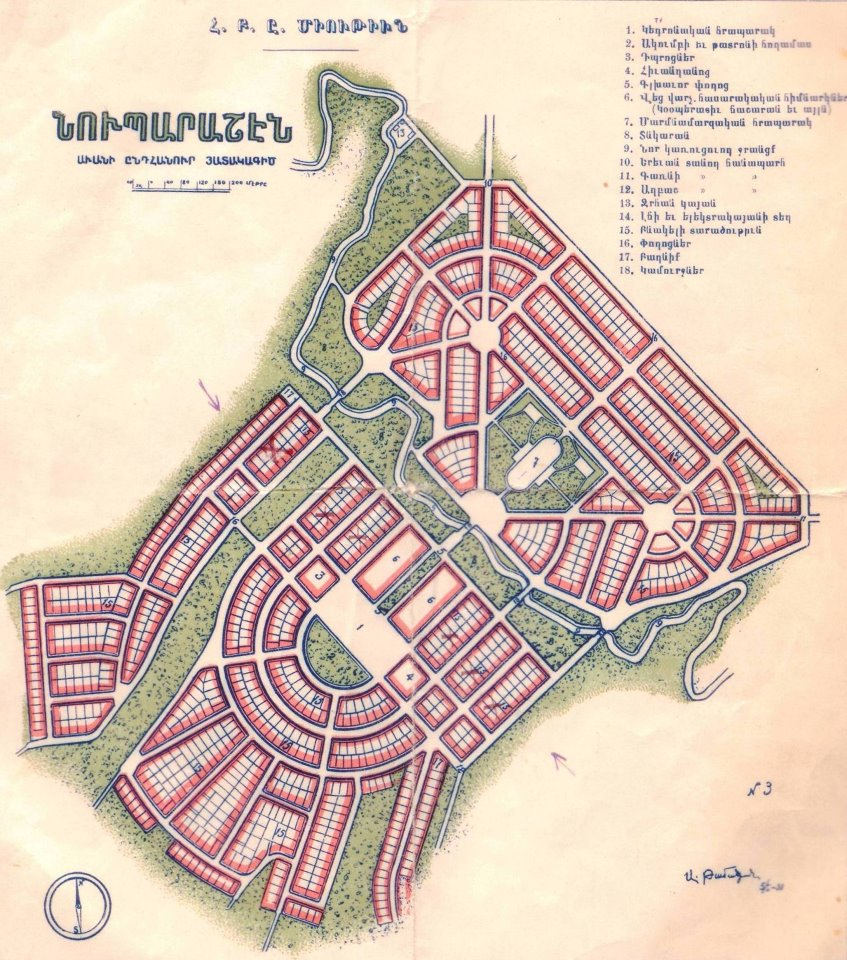
Plán rozmístění budov ve městě Nubarašen od architekta Alexandra Tamanjana, 1926

Manželkou Alexandra Tamanjana byla Camilla Edwards, členka prominentního rodu umělců a architektů Benois. Jejich synové Gevorg (Georgi) a Julius se také stali architekty a pokračovali v práci svého otce.
Alexandr Tamanjan zemřel v Jerevanu 20. února 1936 a je pohřben v Komitasově pantheonu, který se nachází v centru Jerevanu.

## Ocenění
- V centru Jerevanu bylo otevřeno architektonické muzeum A. I. Tamanjana.
- V roce 2000 byla vydána arménská poštovní známka s jeho portrétem.
- Vzhledem k velkému přínosu Alexandra Tamanjana byl jeho portrét umístěn na bankovce v hodnotě 500 dramů.

## Galerie

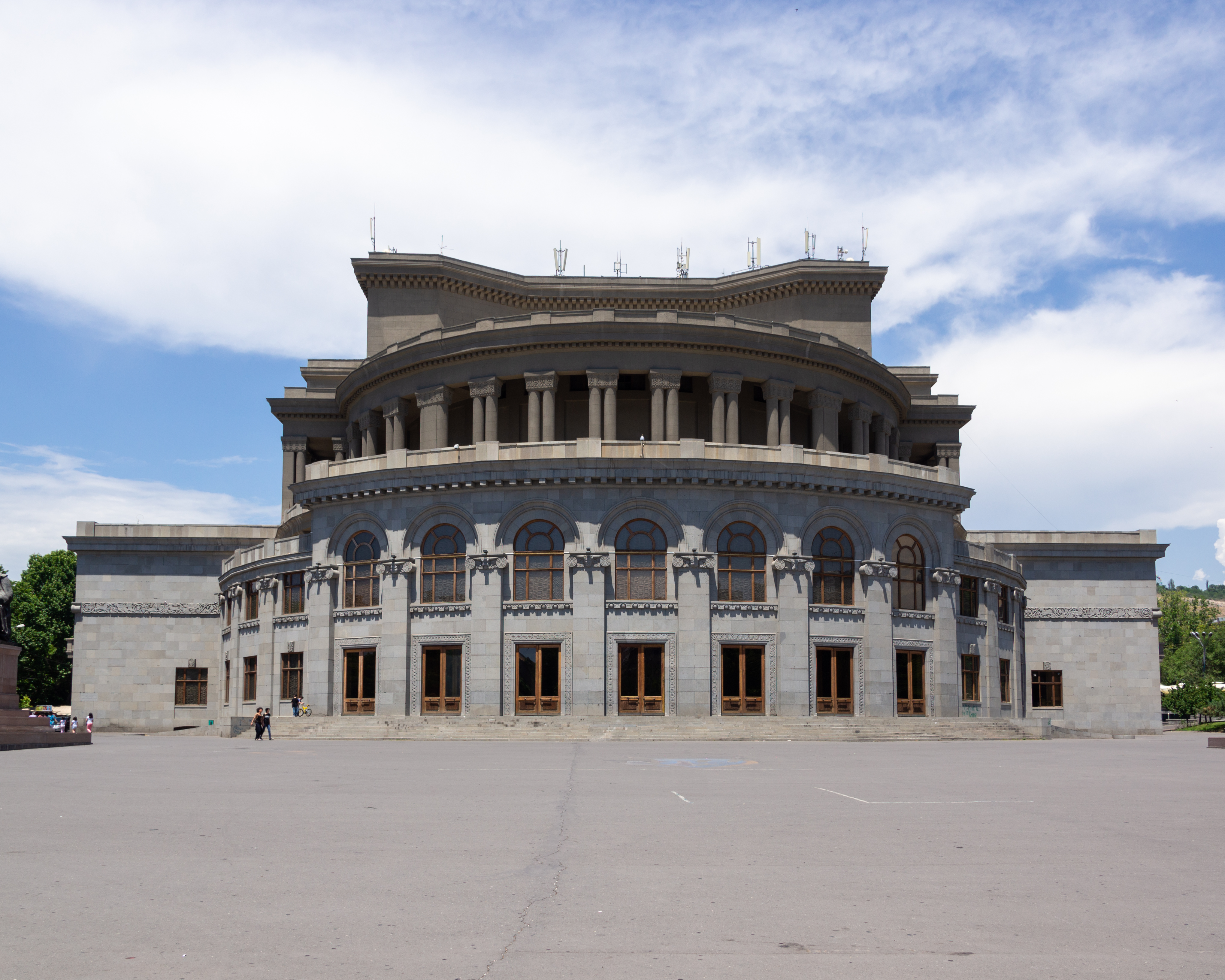
Arménské divadlo opery a baletu v Jerevanu
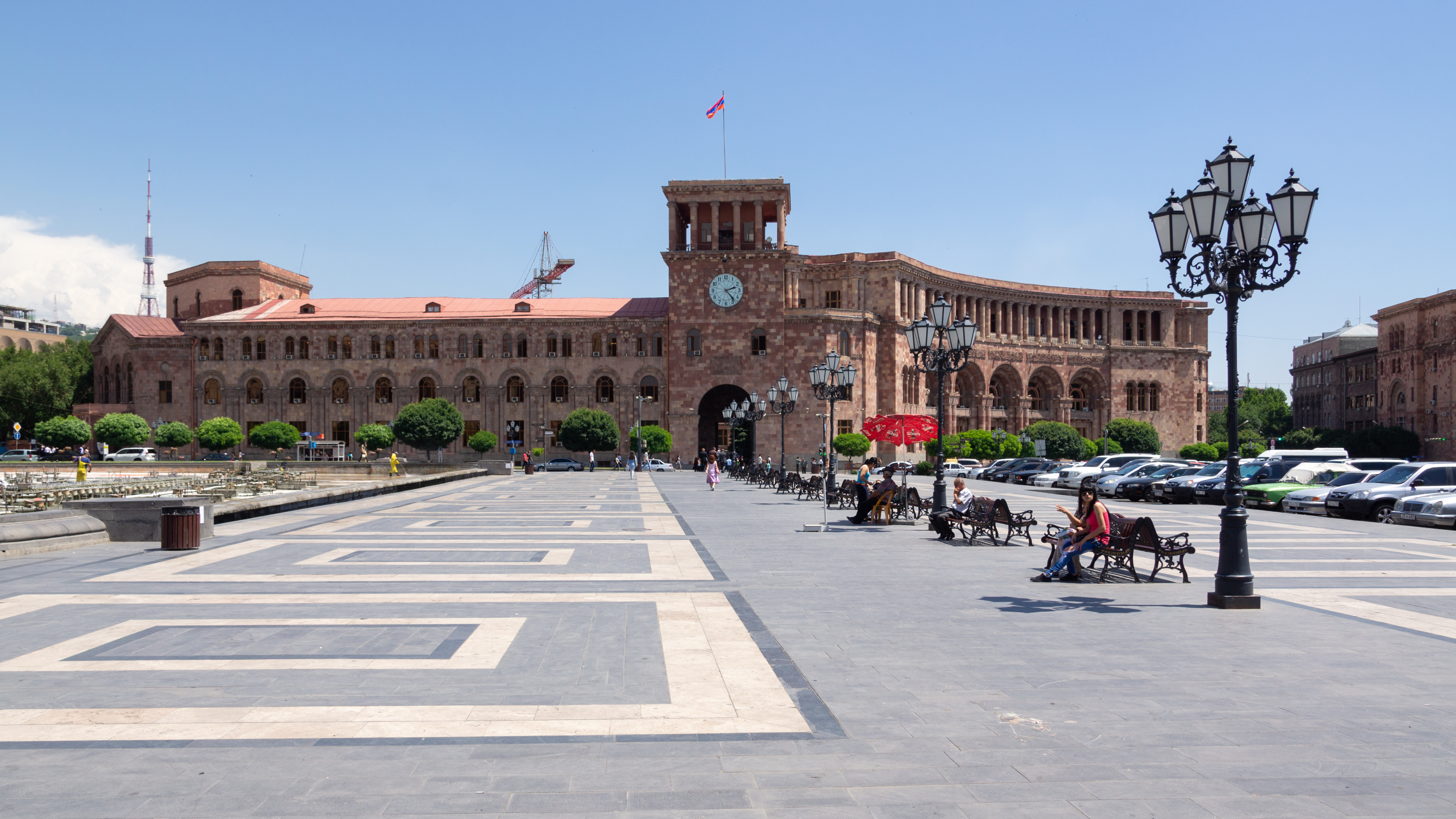
Vládní budova na náměstí Republiky, Jerevan
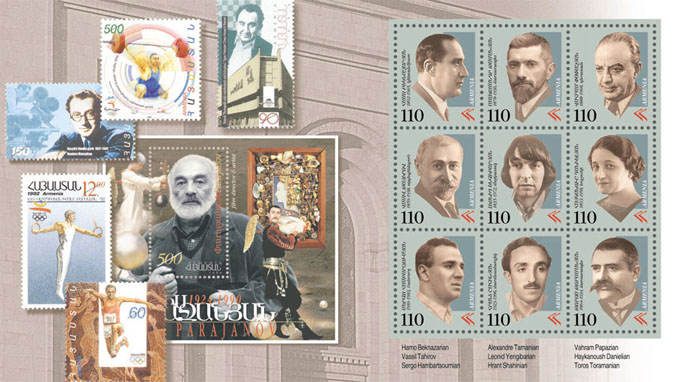
Aršík se známkami významných osobností Arménie